# Middelburg (Oost-Kaap)
Middelburg is een plaats met 8600 inwoners, in de Zuid-Afrikaanse provincie Oost-Kaap. De plaats bevindt zich ongeveer halverwege tussen Graaff-Reinet en Colesberg, op de oever van de Kleinbrakrivier. Het dorp werd in 1852 gesticht en kreeg zijn naam vanwege de ligging ten opzichte van Cradock, Colesberg, Richmond en Hofmeyr.

## Subplaatsen
Het nationaal instituut voor de statistiek, Stats SA, deelt sinds de census 2011 deze hoofdplaats in in 5 zogenaamde subplaatsen (sub place), waarvan de grootste zijn:
KwaNonzame • Midros.

## Geboren
- Jozua François Naudé (1889-1969), staatspresident van Zuid-Afrika
- Athol Fugard (1932-2025), schrijver